# Kunowa
Kunowa is een plaats in het Poolse district  Jasielski, woiwodschap Subkarpaten. De plaats maakt deel uit van de gemeente Skołyszyn en telt 489 inwoners.